# Radek Černý
Radek Černý (Praga, 18 de fevereiro de 1974) é um futebolista da República Tcheca que atua como goleiro. Joga no Queens Park Rangers, da Inglaterra.

## Início na República Tcheca
Tornou-se profissional em 1993, com 19 anos, atuando pelo Slavia Praga. Depois, atuou pelo České Budějovice por duas temporadas[carece de fontes?]. Depois, nove temporadas atuando pelo seu time de origem. Ele ganhou duas vezes a copa local e foi convocado por onze oportunidades para a Seleção Tcheca Sub-21 e três vezes para a seleção principal de seu país. Atuou pelo Slavia até a temporada 2003/2004.

## Tottenham Hotspur
Černý assinou um contrato de 18 meses com os Spurs em janeiro de 2005 para ocupar o lugar deixado por Kasey Keller, que havia saído do clube para se transferir ao Borussia Mönchengladbach. Nesta mesma época, o Tottenham também contratou Marton Fulop, um jovem goleiro húngaro. No final da temporada 2004/05, Černý fez sua estréia pelo time londrino, contra o Aston Villa. Seu time venceu por 5 a 1.
O goleiro também jogou na Copa da Paz, um torneio de pré-temporada na Coreia do Sul, o qual o Tottenham venceu. Entretanto, tão logo Paul Robinson, o goleiro titular, retornou, Černý passou a ocupar um lugar no banco de reservas. Na temporada 2005/06, o goleiro tcheco não jogou nenhuma partida.
A temporada 2006/07 seria parecida com a passada, já que Robinson era não só goleiro titular do time como da Seleção Inglesa. Entretanto, Paul se lesionando. Isto possibilitou com que Černý ingressasse na equipe titular, para as quartas-de-finais da FA Cup, contra o Chelsea. Nesta partida, Černý fez a sua primeira partida competitiva  em dois anos (as outras foram amistosas ou sem nenhuma classificação em disputa), em um memorável jogo que se encerrou em 3 a 3. Robinson retornou para o jogo de volta, mas os Spurs perderam por 2 a 1 e foram eliminados. Černý permaneceu no banco de reservas pelo resto da temporada.
2007/08 começou mal para o Tottenham, com Martin Jol deixando o comando técnico do clube em novembro de 2007 e Robinson estava sob pressão após recorrentes falhas. O novo treinador, Juande Ramos, perdeu a paciência com Robinson e sacou-o do time, escalando Černý na semi-final da Carling Cup contra o Arsenal. Entretanto, Černý foi perdeu novamente a posição após uma falha contra o Slavia Praga, seu antigo time, pela Copa da UEFA.
Em 4 de maio de 2008, Černý relatou ao Sky Sports News que tinha assinado contrato com o Queens Park Rangers por causa do seu desejo de jogar mais vezes.